# Elezioni regionali in Lombardia del 1985
Le elezioni regionali in Lombardia del 1985 si tennero il 12-13 maggio.

## Risultati elettorali
| Liste                                                  | Voti      | %     | Seggi |
| ------------------------------------------------------ | --------- | ----- | ----- |
| Democrazia Cristiana (DC)                              | 2.204.685 | 36,03 | 31    |
| Partito Comunista Italiano (PCI)                       | 1.632.676 | 26,68 | 22    |
| Partito Socialista Italiano (PSI)                      | 941.395   | 15,38 | 12    |
| Movimento Sociale Italiano - Destra Nazionale (MSI-DN) | 363.918   | 5,95  | 4     |
| Partito Repubblicano Italiano (PRI)                    | 293.359   | 4,79  | 4     |
| Partito Socialista Democratico Italiano (PSDI)         | 170.763   | 2,79  | 2     |
| Lista Verde (LV)                                       | 146.835   | 2,40  | 2     |
| Partito Liberale Italiano (PLI)                        | 143.641   | 2,35  | 1     |
| Democrazia Proletaria (DP)                             | 136.781   | 2,24  | 2     |
| Partito Nazionale Pensionati (PNP)                     | 32.945    | 0,54  | -     |
| Lega Lombarda-Liga Veneta (LL-ŁV)                      | 28.074    | 0,46  | -     |
| Union Valdôtaine-Partito Democratico-UPAP-Ecologia     | 15.475    | 0,25  | -     |
| Partito Umanista (PU)                                  | 4.448     | 0,07  | -     |
| Partito Monarchico Nazionale                           | 4.352     | 0,07  | -     |
| Totale                                                 | 6.119.347 |       | 80    |

| Riepilogo dei seggi | Riepilogo dei seggi | Riepilogo dei seggi | Riepilogo dei seggi | Riepilogo dei seggi | Riepilogo dei seggi | Riepilogo dei seggi |
| ------------------- | ------------------- | ------------------- | ------------------- | ------------------- | ------------------- | ------------------- |
|                     |                     |                     |                     |                     |                     |                     |
| DP                  | 2                   | ▲ 1                 |                     | PCI                 | 22                  | ▼ 1                 |
| PSI                 | 12                  | ▲ 1                 |                     | PSDI                | 2                   | ▼ 1                 |
| LV                  | 2                   | Nuovo               |                     | PRI                 | 4                   | ▲ 2                 |
| DC                  | 31                  | ▼ 3                 |                     | PLI                 | 1                   | ▼ 1                 |
| MSI-DN              | 4                   | ▲ 1                 |                     | PdUP                | 0                   | ▼ 1                 |

## Consiglieri eletti
| Collegio | Lista                                         | Eletto                      |
| -------- | --------------------------------------------- | --------------------------- |
| Milano   | Democrazia Cristiana                          | Enrico De Mita              |
| Milano   | Democrazia Cristiana                          | Antonio Simone              |
| Milano   | Democrazia Cristiana                          | Patrizia Toia               |
| Milano   | Democrazia Cristiana                          | Giovanni Verga              |
| Milano   | Democrazia Cristiana                          | Guido Castellotti           |
| Milano   | Democrazia Cristiana                          | Sergio Cazzaniga            |
| Milano   | Democrazia Cristiana                          | Luigi Baruffi               |
| Milano   | Democrazia Cristiana                          | Giuseppe Giovenzana         |
| Milano   | Democrazia Cristiana                          | Luigi Martinelli            |
| Milano   | Democrazia Cristiana                          | Francesco Rivolta           |
| Milano   | Democrazia Cristiana                          | Serafino Generoso           |
| Milano   | Partito Comunista Italiano                    | Roberto Vitali              |
| Milano   | Partito Comunista Italiano                    | Antonio Korach              |
| Milano   | Partito Comunista Italiano                    | Pio Galli                   |
| Milano   | Partito Comunista Italiano                    | Daniela Benelli             |
| Milano   | Partito Comunista Italiano                    | Bruno Ambrosi               |
| Milano   | Partito Comunista Italiano                    | Alfredo Novarini            |
| Milano   | Partito Comunista Italiano                    | Giovanni Cominelli          |
| Milano   | Partito Comunista Italiano                    | Fabio Binelli               |
| Milano   | Partito Comunista Italiano                    | Luciano Segre               |
| Milano   | Partito Comunista Italiano                    | Giampietro Borghini         |
| Milano   | Partito Comunista Italiano                    | Sergio Valmaggi             |
| Milano   | Partito Socialista Italiano                   | Ugo Finetti                 |
| Milano   | Partito Socialista Italiano                   | Michele Colucci             |
| Milano   | Partito Socialista Italiano                   | Luigi Vertemati             |
| Milano   | Partito Socialista Italiano                   | Maurizio Ricotti            |
| Milano   | Partito Socialista Italiano                   | Giovanni D'Alfonso          |
| Milano   | Partito Socialista Italiano                   | Francesco Zaccaria          |
| Milano   | Partito Repubblicano Italiano                 | Fabio Semenza               |
| Milano   | Partito Repubblicano Italiano                 | Luciano Forcellini          |
| Milano   | Partito Repubblicano Italiano                 | Antonio Savoia              |
| Milano   | Movimento Sociale Italiano - Destra Nazionale | Ignazio La Russa            |
| Milano   | Movimento Sociale Italiano - Destra Nazionale | Benito Bollati              |
| Milano   | Democrazia Proletaria                         | Emilio Molinari             |
| Milano   | Partito Socialista Democratico Italiano       | Orazio Picciotto Crisafulli |
| Milano   | Partito Liberale Italiano                     | Armando Frumento            |
| Milano   | Lista Verde                                   | Roberto Albanese            |
| Bergamo  | Democrazia Cristiana                          | Giovanni Ruffini            |
| Bergamo  | Democrazia Cristiana                          | Franco Massi                |
| Bergamo  | Democrazia Cristiana                          | Fabio Locatelli             |
| Bergamo  | Democrazia Cristiana                          | Bernardo Mignani            |
| Bergamo  | Democrazia Cristiana                          | Ferruccio Gusmini           |
| Bergamo  | Partito Comunista Italiano                    | Giuliano Asperti            |
| Bergamo  | Partito Comunista Italiano                    | Fabio Sereni                |
| Bergamo  | Partito Socialista Italiano                   | Claudio Bonfanti            |
| Bergamo  | Democrazia Proletaria                         | Giuseppe Torri              |
| Brescia  | Democrazia Cristiana                          | Alessandro Fontana          |
| Brescia  | Democrazia Cristiana                          | Mario Fappani               |
| Brescia  | Democrazia Cristiana                          | Vittorio Sora               |
| Brescia  | Democrazia Cristiana                          | Emidio Ettore Isacchini     |
| Brescia  | Partito Comunista Italiano                    | Adelio Terraroli            |
| Brescia  | Partito Comunista Italiano                    | Manuela Vespa               |
| Brescia  | Partito Socialista Italiano                   | Sergio Moroni               |
| Brescia  | Movimento Sociale Italiano - Destra Nazionale | Umberto Scaroni             |
| Brescia  | Partito Socialista Democratico Italiano       | Andrea Cavalli              |
| Brescia  | Lista Verde                                   | Sergio Andreis              |
| Como     | Democrazia Cristiana                          | Giuseppe Guzzetti           |
| Como     | Democrazia Cristiana                          | Felice Bernasconi           |
| Como     | Democrazia Cristiana                          | Domenico Galbiati           |
| Como     | Partito Comunista Italiano                    | Emilio Russo                |
| Como     | Partito Socialista Italiano                   | Renato Tacconi              |
| Cremona  | Democrazia Cristiana                          | Ernesto Vercesi             |
| Cremona  | Partito Comunista Italiano                    | Evelino Abeni               |
| Mantova  | Partito Comunista Italiano                    | Enrico De Angeli            |
| Mantova  | Democrazia Cristiana                          | Bruno Tabacci               |
| Mantova  | Partito Socialista Italiano                   | Carlo Comini                |
| Pavia    | Partito Comunista Italiano                    | Elio Veltri                 |
| Pavia    | Partito Comunista Italiano                    | Elga Montagna               |
| Pavia    | Democrazia Cristiana                          | Giovanni Azzaretti          |
| Pavia    | Democrazia Cristiana                          | Piero Sarolli               |
| Pavia    | Partito Socialista Italiano                   | Giancarlo Magenta           |
| Sondrio  | Democrazia Cristiana                          | Antonio Muffatti            |
| Varese   | Democrazia Cristiana                          | Giuseppe Gibilisco          |
| Varese   | Democrazia Cristiana                          | Vittorio Caldiroli          |
| Varese   | Democrazia Cristiana                          | Giuseppe Adamoli            |
| Varese   | Partito Comunista Italiano                    | Liberto Losa                |
| Varese   | Partito Comunista Italiano                    | Natale Contini              |
| Varese   | Partito Socialista Italiano                   | Sergio Marvelli             |
| Varese   | Movimento Sociale Italiano - Destra Nazionale | Antonio Fiumara             |
| Varese   | Partito Repubblicano Italiano                 | Luigi Speroni               |